# 김학철 (1972년)
김학철(한국 한자: 金學喆, 1972년 11월 4일 ~ )은 대한민국의 은퇴한 축구 선수이자 현 지도자로 현역 시절 부산 아이파크, 대구 FC, 인천 유나이티드 등에서 수비수로 활약했으며 현재 가톨릭관동대학교 감독을 맡고 있다.

## 클럽 경력

### 부산 대우 로얄즈
1995년 당시 최고의 팀 중 하나였던 부산 대우 로얄즈에 입단하며 프로 선수가 된 김학철은 데뷔 초반 안 좋은 활약을 보이며 2군팀에서 경기 출전을 했지만, 1996년 금세 다시 1군에서 본인의 자리를 되찾으며 주전으로 활약했다. 1997년 부산의 김주성을 주축으로 한 탄탄한 수비진들 사이에서 김학철은 터프하고 과감한 플레이로 팀에서 없어서는 안될 선수로 자리 잡았다. 이 당시 김학철의 수비력은 실로 대단했는데, 한국에서는 흔치 않은 빠르고 단단한 파이터형 수비수인지라, 상대 공격수들은 김학철을 상대하기 꺼려했다.상무에서 군복무를 했던 2시즌(1998년, 1999년)을 제외하고 2002년까지 7시즌동안 124경기에 출전하여 팀의 리그컵 2회 연속(1997년 아디다스컵, 1997년 프로스펙스컵) 우승에 힘을 보탰고 상무에서 군 복무 중이던 1999년 팀의 전국실업축구선수권대회 우승을 맛본 후 2000년 원 소속팀인 부산에 전격 복귀했다.

### 대구 FC
이후 2003년 신생팀 대구 FC의 창단 멤버로 입단하게 되었고, 팀의 주장, 간판 수비수로 자리 잡았지만 35경기, 1 시즌만 출전하며 대구에서의 활약을 마무리 했다.

### 인천 유나이티드 FC
인천은 대구 FC에서 쏠쏠한 활약을 펼치던 김학철에게 계속해서 관심을 보였고, 2004년 마침내 그를 창단 멤버로 영입하는 데 성공했다.
2004년 당시 인천의 감독이었던 베르너 로란트는 피지컬이 좋은 센터백을 기용하던 터라, 합류 초기에는 선발 출전하는 일이 적었지만 장외룡 감독 부임 이후 팀의 주축으로 활약하였다.
장외룡은 임중용에게는 빌드업을, 장신 수비수 이상헌에게는 제공권 싸움을, 그리고 김학철에게는 상대 주축 공격수를 꽁꽁 묶는 맨투맨 수비를 요구하며 인천의 탄탄한 수비진을 완성 시켰다.
김학철은 축구선수에게는 환갑을 넘긴 나이인 30대였음에도 불구하고 체력과 스피드에서 상대 선수에게 밀리지 않는 모습을 보여주었고, 팀의 고참으로서 궅은 일을 도맡아 하며, 인천이 2005년 리그 우승을 하는데 큰 기여를 했다.
하지만 세월이 세월인지라 어느덧 노장이 된 김학철의 기량도 서서히 하락하기 시작했고, 인천의 레전드로써 2008년까지 125경기에 출전하여 팀의 2005 시즌 준우승, 2번의 FA컵 4강 진출(2006년, 2007년), 리그컵 2007 4강 진출에 기여했으며 2008년 11월 9일 인천문학경기장에서 열린 수원 삼성 블루윙즈와의 K리그 2008 26라운드 홈 경기를 끝으로 13년간의 선수 생활을 마감했다.

## 플레이 스타일
김학철은 그의 세대 역대 최고 수비수들 중 한명으로 꼽히며, 1997년 부산 대우 로얄즈의 주축 수비수로 리그와 컵 3관왕을 했고, 2006년 최고참 선수로써 인천 유나이티드를 이끌고 K리그 준우승을 모두 석권했다. 그는 뛰어난 대인마크 능력으로 중앙 수비수로 두각을 나타냈지만, K리그 정상급 공격수들을 상대로 막강한 1대1 능력을 보여주며 좌측 혹은 우측의 측면 수비수로 자주 기용 됐다.
김학철은 폭발적인 스피드, 투지, 힘, 1대1 능력, 그리고 대인마크에 두각을 나타냈고, 수비수 치고는 작은 신체 조건에도, 현역 시절에 그의 빠른 스피드와 끈질긴 몸싸움으로 인해, 당시 최고라 불리던 황선홍부터 최용수, 김도훈, 안정환, 박주영 등 K리그에서 내로라 하는 공격수도 김학철의 마크가 붙으면 90분 내내 볼을 못 잡는 일이 허다했다. 

## 지도자 생활
2008년 선수 은퇴 후 장외룡 감독 아래 인천 유나이티드의 플레잉 코치로 지도자 생활을 시작하여 2009년에는 인천 2군팀을 이끌고 R리그 우승을 지휘했으며 2010년에는 인천의 유소년팀인 인천대건고등학교 축구부의 감독으로, 현재 K리그와 대표팀에서 활약 중인 진성욱, 박진수 (축구 선수), 김용환 (축구 선수) 등 여러 선수들을 발굴, 지도하며 팀을 수차례 우승으로 이끌었다. 이후 2012년 인천을 떠나 독일에서 축구 유학을 떠났고 2014년 동국대학교 축구부 코치로 복귀해, 나름대로 좋은 성적을 거뒀다. 2016년 태국 프리미어리그의 파타야 유나이티드 FC의 감독로 활동했지만 팀의 터무니 없는 지원괴 팀 선수들과의 어려운 언어적 의사소통으로 인해 좋은 성적을 거두지는 못했다.

하지만 김학철의 지도자 커리어는 2019년 K3리그 화성 FC의 감독으로 전격 부임한 이후부터 빛을 발한다.

사실 화성 FC는 2014년 K3챌린저스리그 우승 이후 이렇다 할 성적이 없는, 중위권에만 맴도는 그저 무난한 팀이었다.

그러나 김학철은 뛰어난 지도력과 색다른 전술로 유병수, 문준호 등 사연이 있는 선수들과 함께 K3리그 어드밴스 2019에서 팀에 K3리그 어드밴스 통산 2번째 우승컵을 안겨주었고, 동시에 FA컵 2019년 8강전에서 경남 FC를 2:1로 이기고 K3리그 포함 K3리그 어드밴스팀 최초로 4강에 진출했다.

화성의 기적이라 불리며 홈에서 열린 4강 1차전에서 수원 삼성 출신인 문준호의 결승골로 수원을 1:0으로 이기고 2차전 원정 다득점의 유리함을 가져갔으나 2차전에서 3:0으로 패하면서 아쉽게 탈락했다.
FA컵 4강 ‘도전 멈춘’ 화성 김학철 “좋은 꿈을 꿨다”

## 그 외
2005년 인천 유나이티드 FC에 대한 다큐멘터리 영화인 《비상》에 출연하였다.